# Any Man of Mine
«Any Man of Mine» — песня канадской певицы Шанайи Твейн, второй сингл с её второго студийного альбома The Woman in Me (1995).
«Any Man of Mine» имела успех у критиков и получила две номинации на премию Грэмми в категориях Лучшая кантри-песня и Лучшее исполнение женского кантри-вокала на 38-й церемонии «Грэмми». В 1995 году сингл был дважды удостоен награды как Лучший сингл года (Single of the Year) от имени двух организаций: Canadian Country Music Awards и «Country Music Radio Awards». Он также выиграл награду в категории Country Single of the Year на церемонии «1996 Jukebox Awards» и в категории Song of the Year на церемонии «1996 RPM Big Country Music Awards».

## История
Песня вышла 26 апреля 1995 года. Сингл был коммерчески успешным; он достиг 1 места в Канадском кантри-чарте, 31 места в американском Billboard Hot 100 и 1 места в Billboard Hot Country Songs (США).
Песня получила положительные отзывы музыкальной критики и интернет-изданий: Billboard.
Премьера видеоклипа состоялась 26 апреля 1995 года. Видео «Any Man of Mine» выиграло несколько наград: Canadian Country Music Award в категории Video of the Year, AOL's Online Music Award в категории Hottest Country Video и CMT Europe в категории Video of the Year.

## Пародии
В 1995 году диск-жокей Gino Ruberto, работающий на радио KEEY-FM в Миннеаполисе (Миннесота), записал пародию, названную «Any Gal of Mine» под псевдонимом Gino the New Guy. Эта пародия попала в чарт Billboard Hot Country Singles & Tracks chart, и за 12 недель достигла позиции № 56. Кантри-музыкальный пародист Cledus T. Judd выпустил свою пародию, названную «If Shania Was Mine» и вошедшую в его альбом 1996 года I Stoled This Record.

## Чарты и сертификации
| Чарт (1995)                       | Высшая позиция |
| --------------------------------- | -------------- |
| Канада (RPM Country Tracks)       | 1              |
| UK Singles Chart                  | 187            |
| США (Billboard Hot 100)           | 31             |
| США (Billboard Hot Country Songs) | 1              |

### Итоговые годовые чарты
| Чарты (1995)                 | Позиция |
| ---------------------------- | ------- |
| Canada Country Tracks (RPM)  | 4       |
| US Country Songs (Billboard) | 2       |